# آرمان آمار
آرمند عمار (انگلیسی: Armand Amar؛ زادهٔ ۱۹۵۳ (۷۱–۷۲ سال)) موسیقی‌دان اهل فرانسه است.
وی بزرگ شدهٔ کشور مراکش است. وی در شهر اورشلیم از مادری مسلمان و پدری فرانسوی با اصالت مراکشی زاده شد. در هنگام بچگی به همراه پدر به مراکش مهاجرت کرد.
در سال ۱۹۶۸ شروع به نواختن کانگا نمود. مدتی بعد نیز به یادگیری و نواختن طبلا و تنبک پرداخت. در سال ۱۹۷۶ یک طراح رقص اهل آفریقای جنوبی به نام «پیتر گاس» را ملاقات کرد و رقص معاصر را از او فراگرفت. کارهای هنری این هنرمند بزرگ عمدتاً بر روی موسیقی شرقی تمرکز دارد. وی نویسندهٔ چندین رقص باله و صدای فیلم برای فیلم‌های متعدد است. وی از سال ۱۹۹۴ میلادی تاکنون مشغول فعالیت بوده‌است.
از قطعات موسیقی که برای فیلم‌ها ساخته می‌توان به موسیقی فیلم‌های بابا عزیز و مستند خانه اشاره نمود.این هنرمند تاکنون جوایز معتبری از جمله جایزه سزار را برنده شده است.